# Solitude Aeturnus
Solitude Aeturnus – amerykańska grupa muzyczna wykonująca doom metal, powstała w 1987 roku. Zespół do 1989 roku występował pod nazwą Solitude.
Obok Candlemass i Saint Vitus jeden z filarów tradycyjnego doom metalu.
12 lutego 2007 roku podczas koncertu, który odbył się w Warszawie w klubie Stodoła zostało zarejestrowane ostatnie DVD zespołu 'Hour of Despair'.

## Muzycy
Opracowano na podstawie materiału źródłowego.

### Obecny skład zespołu
- Robert Lowe - śpiew (od 1988)
- John Perez - gitara (od 1987)
- Steve Moseley - gitara basowa (1998-1999), gitara (od 2000)
- Steve Nichols - perkusja (od 2002)
- James Martin - gitara basowa (od 2004)

### Byli członkowie zespołu
- Chris Hardin - gitara basowa (1987-1988)
- Brad Kane - perkusja (1987-1988)
- Edgar Rivera - gitara (1987-1998)
- Tom Martinez - gitara (1987-1988)
- Kris Gabehart - śpiew (1987-1988)
- Lyle Steadham - perkusja (1988-1989), gitara basowa (1990-1996)
- John "Wolf" Covington - perkusja (1991-1998)

## Dyskografia
Opracowano na podstawie materiału źródłowego.

### Albumy studyjne
- Into the Depths of Sorrow (1991)
- Beyond the Crimson Horizon (1992)
- Through the Darkest Hour (1994)
- Downfall (1996)
- Adagio (1998)
- Alone (2006)

### Albumy koncertowe
- Hour of Despair (2009)

### Kompilacje i splity
- The New Wave of American True Metal (1996)
- In Times of Solitude (2011)

### Dema
- Demo 1989 (1989)
- Promo (1993)
- And Justice for All (1999)

### Wideografia
- Days of Doom (VHS) (1994)
- Hour of Despair (DVD) (2007)